# Sarah Newton
Pour les articles homonymes, voir Newton.
Sarah Louise Newton, (née Hick; 19 juillet 1961) est une femme politique du Parti conservateur britannique. Elle est députée de Truro et Falmouth de 2010 à 2019. Elle est sous-secrétaire d'État parlementaire chargée de la criminalité, de la protection et de la vulnérabilité de 2017 à 2019.

## Jeunesse
Née dans le Gloucestershire, Newton s'installe en Cornouailles à un âge précoce, et fréquente Marlborough Infants, Clare Terrace Primary School et Falmouth School, où elle est élue préfète en chef.
Newton étudie l'histoire au King's College de Londres. Elle obtient une maîtrise aux États-Unis, en tant que boursière du Rotary International.

## Carrière professionnelle
Newton commence sa carrière en tant que responsable marketing pour des entreprises telles que Ibis, Citibank et American Express. Au cours de ses six années de travail pour American Express, Newton est responsable de la planification stratégique, du marketing et de la promotion de la carte au Royaume-Uni. Au début des années 90, Newton est directrice d'Age Concern England. Pendant cette période, elle travaille à l'amélioration et au développement d'Age Positive et du Forum des employeurs sur l'âge. Après avoir quitté ce poste, Newton fonde et dirige l'International Longevity Center.

## Carrière politique
Newton est conseillère du Conseil de Merton et est présidente puis vice-présidente des conservateurs de Wimbledon. Pendant qu'elle est à Wimbledon, Newton est à la tête de Friends of Cannizaro Park.
Newton est élu pour la première fois à la Chambre des communes lors des élections générales de 2010. Elle bat le candidat libéral démocrate par 435 voix. En 2015, elle est réélue avec 44% des voix. Après les deux élections, Newton est l'un des quatre députés qui prêtent serment en Cornique.
Lors du référendum d'adhésion à l'UE en 2016, Newton est l'une des nombreuses personnalités de la région du Sud-Ouest à soutenir la campagne Britain Stronger in Europe.
En novembre 2017, elle devient ministre d'État aux personnes handicapées. En mars 2019, elle quitte ce poste pour voter contre le whip du gouvernement sur une motion visant à empêcher le Royaume-Uni de jamais quitter l'UE sans accord,.
Le 28 octobre 2019, elle annonce qu'elle ne se présenterait pas aux prochaines élections,.